# Influence du sexe sur l'intelligence
L'influence du sexe sur l'intelligence pose la question des différences éventuellement trouvées entre les garçons et filles ou les hommes et femmes, dans une population donnée, lorsque les résultats collectifs aux tests d'intelligence sont comparés. 
La recherche de différence de performance intellectuelle entre des populations diverses remonte au XIXe siècle et est liée au courant du déterminisme biologique, qui cherche à établir des hiérarchies fondées sur des critères biologiques entre les races, les genres et les classes sociales.
Certaines études ont mis en évidence des différences sur les scores généraux d'intelligence mais les disparités entre les chercheurs dépendent essentiellement de la méthode et des tests utilisés. Les tests d'intelligence sont formés de plusieurs sous-tests mesurant une large gamme de capacités cognitives. Des études nombreuses mais contestées ont montré des différences significatives entre garçons et filles ou hommes et femmes sur certaines capacités spécifiques.

## Perspectives historiques
Avant le XXe siècle, l'idée que les hommes seraient intellectuellement supérieurs aux femmes était très répandue,. En 1801, Thomas Gisborne disait que les femmes étaient naturellement adaptées au travail domestique mais pas aux domaines propres aux hommes tels que la politique, la science ou les affaires. Selon lui, les femmes ne possédaient pas le même niveau de pensée rationnelle que les hommes et auraient des capacités naturellement supérieures dans les compétences liées au soutien familial.
En 1875, Herbert Spencer disait que les femmes étaient incapables de penser de manière abstraite et ne pouvaient pas comprendre les problématiques de justice, et étaient seulement capables de comprendre les questions relatives aux soins. 
En 1925, Sigmund Freud a aussi déclaré que les femmes étaient moralement moins développées concernant le concept de justice, et que, contrairement aux hommes, elles étaient plus influencées par les sentiments que par la pensée rationnelle. Si Freud se révèle conservateur en la matière, c'est qu'il identifie l'idéal de la femme à celui de la mère (notamment dans le cadre de résolution de l’œdipe), tout en reconnaissant une certaine insatisfaction à ce sujet, et sans pour autant faire de la différence des sexes un naturalisme, d'autant que l'inconscient est fondamentalement bisexuel, le féminin étant tout autant du registre universel que le masculin,. Jacques Lacan résoudra l'aporie freudienne en séparant la mère de la femme, pour restituer le caractère subversif de son désir.
Un courant idéologique rattaché au déterminisme biologique cherche au XIXe siècle à expliquer la supposée différence de performance entre hommes et femmes en la fondant sur des critères biologiques et scientifiques. Cette approche cherche également en parallèle à établir des hiérarchies fondées sur des critères biologiques entre les races, les sexes et les classes sociales. Elle est particulièrement en vogue au XIXe siècle avec la théorie de la phrénologie et la craniologie.
Les premières études du cerveau comparant la masse et le volume entre les sexes ont conclu que les femmes étaient intellectuellement inférieures parce qu'elles avaient des cerveaux plus petits et plus légers. En 1861 par exemple, l'anatomiste Paul Broca en France utilise des données d'autopsie pour calculer le poids moyen du cerveau des hommes (1325g) et celui des femmes (1144g). Il réalise notamment des expériences en remplissant des boites crâniennes à partir de grenaille de plomb pour en déduire la taille du cerveau humain. La différence de la taille moyenne entre le cerveau des femmes et celui des hommes est selon lui causée[Information douteuse] par à moindre intelligence et la faiblesse des femmes à partir de ses présupposés idéologiques.
Au XIXe siècle, le consensus était ainsi qu'il existait des différences sexuelles dans la taille du cerveau, conduisant à une moyenne légèrement plus élevée des hommes en intelligence générale (par exemple, Darwin, 1871).
D'autres ont voulu établir que cette différence de taille rendait les femmes excitables, émotives et sensibles, et donc inadaptées à la politique. Au XIXe siècle, la question de savoir si les hommes et les femmes avaient la même intelligence a été considérée par beaucoup comme une condition préalable à l'octroi du droit de vote. Leta Hollingworth (en) argumenta que les femmes ne pouvaient pas réaliser pleinement leur potentiel, puisqu'elles étaient cantonnées à l'éducation des enfants et aux tâches ménagères.
Au début du XXe siècle, le consensus scientifique s'est rangé à l'idée que le sexe n'avait aucune influence sur l'intelligence. Dans son étude de 1916 sur le QI des enfants, le psychologue Lewis Terman a conclu que « l'intelligence des filles, au moins jusqu'à 14 ans, ne diffère pas significativement de celle des garçons »[réf. nécessaire]. Il a cependant trouvé des différences « plutôt marquées » sur une minorité de tests. Par exemple, il a trouvé que les garçons étaient « nettement meilleurs » en raisonnement arithmétique, tandis que les filles étaient « supérieures » sur les questions de compréhension. Il a également suggéré que la discrimination, le manque d'opportunités, les responsabilités des femmes dans la maternité, ou des facteurs émotionnels pouvaient être liés au fait que peu de femmes faisaient carrière dans les domaines intellectuels.
L'amélioration des techniques psychométriques et d'imagerie cérébrale a conduit à une nouvelle vague d'études et a relancé le débat sur ce sujet.
Catherine Vidal, chercheuse en neuroscience qui s'intéresse à la plasticité du cerveau notamment pour expliquer que la variabilité entre individus due à la plasticité du cerveau est plus importante que la variabilité entre hommes et femmes,, soutient dans ses ouvrages que le courant du déterminisme biologique revient de manière récurrente dans les médias et l'opinion publique, malgré l'absence de fondements scientifiques pour l'établir. Dans les milieux académiques, ce courant focalise au XXe siècle ses efforts en psychologie évolutionniste, en neuroscience et en génétique, avec les travaux par exemple de Doreen Kimura (en), et Steven Pinker. En 2005, Lawrence Summers, président de l'université Harvard, s'exprime au National Bureau of Economic Research sur le sujet de la diversité de genre dans le milieu des sciences et de l'ingénierie. Il dit notamment : « Cela pourrait être en partie expliqué, me semble-t-il, en considérant une hypothèse relativement simple. Il est apparent que, pour de très nombreux et divers attributs humains — la taille, le poids, la tendance à la criminalité, le QI global, les facultés mathématiques et scientifiques — les preuves indiquent de manière relativement claire que, quelles que soient les différences de moyennes — lesquelles peuvent être débattues — il existe une différence d'écarts-types et de variabilité entre les populations mâles et femelles. »,,. Ces propos controversés lui valurent une motion de censure émise par la faculté d'Harvard, à la suite de laquelle il démissionna du poste de président.

## Intelligence générale mesurée par des tests d'intelligence

### Validité des tests d'intelligence
Selon le rapport de 1994, Intelligence: Knowns and Unknowns, de l'Association américaine de psychologie, « La plupart des tests standards de l'intelligence ont été construits afin qu'il n'y ait pas de différence de score global entre les femmes et les hommes ». Toutefois, l'analyse par fonctionnement différentiel d'items a montré que les chercheurs n'ont pas éliminé les différences entre les groupes, dues aux différences de capacités, mais supprimé quelques questions lorsque des participants de différents groupes se comportaient différemment alors qu'ils avaient a priori les mêmes aptitudes. Mais des différences pouvant suggérer des renforcements des stéréotypes tout en donnant des domaines mentaux de compétence précis à chaque sexe ont été trouvées dans des domaines spécifiques tels que les mathématiques (plus masculines) et l'habileté verbale (plus féminine).
Lors du développement des tests de QI standardisés, au début du XXe siècle, les filles avaient généralement des scores plus élevés que les garçons jusqu'à 14 ans, la courbe des filles passant ensuite au-dessous de celle des garçons,. Quand la méthodologie des tests a été révisée, des efforts ont été faits pour égaliser les performances entre les sexes,,.
Les scores de QI moyen entre les hommes et les femmes varient peu,,,,. Cependant, du moins selon certaines études controversées comparant des frères et sœurs, la variabilité des scores des hommes est plus grande que celle des femmes, ce qui entraîne une plus forte présence des hommes en haut et en bas de la distribution des valeurs de QI par rapport aux femmes, surtout parmi les plus extrêmes catégories.

### Études suggérant l'absence de différence selon les sexes et genres
En 2000, les chercheurs Roberto Colom et Francisco J. Abado ont mené une vaste étude sur 10 475 adultes sur cinq tests de QI, et n'ont trouvé aucune différence significative, ou presque[Passage contradictoire], entre les sexes. Les tests portaient sur les quatre thèmes du test PMA (Primary Mental Abilities) : vocabulaire, habileté visuo-spatiale, fluence verbale et raisonnement inductif, plus le test espagnol Monedas. Roberto Colom a trouvé en 2002 que le QI des hommes était supérieur de 3,16 points au test WAIS III, mais qu'il n'y avait pas de différence sur l'intelligence générale (facteur g) et a ainsi expliqué que les différences étaient dues à des facteurs non-g, telles que les spécificités des groupes étudiés ou des tests eux-mêmes.
En réponse aux conclusions de Richard Lynn en 2002, les chercheurs Roberto Colom et Oscar Garcia Lopez ont proposé que le facteur g soit la variance des corrélations entre plusieurs tests de QI et non pas la somme des résultats des groupes comme Lynn l'a fait dans ses études. En mesurant la variance dans l'étude de Colom portant sur 4 072 diplômés de l'école secondaire, ils ont trouvé que les filles surpassaient les garçons sur les aptitudes mentales inductives primaires, que les garçons dominaient sur les tests des matrices progressives de Raven, et n'ont trouvé aucune différence dans le test Culture Fair de Cattell ; ils ont donc conclu qu'il n'y avait pas de différence en intelligence générale.
En 2006, toutefois, les chercheurs Sophie van der Sluis, Conor V Dolan et Roberto Colom ont constaté que le facteur g ne pouvait pas expliquer les différences entre les sexes par rapport au test WAIS III. Ces mêmes chercheurs, plus tard dans l'année, ont conclu que les différences sexuelles sur Wais sont dues à des facteurs primaires, comme la mémoire de travail et l'organisation perceptive, et non au facteur g. Une étude menée par James R. Flynn et Lilia Rossi-Case (2011) a permis de constater que les hommes et les femmes ont obtenu des scores de QI à peu près égaux sur les matrices progressives de Raven après avoir examiné de récents échantillons provenant de cinq nations,.
Mis à part les tests de QI traditionnels, comme celui de Raven et WAIS, les chercheurs ont également utilisé d'autres tests qui explorent plus la théorie Cattell-Horn-Caroll de l'intelligence en ce qui concerne l'égalité des sexes. La conclusion d'une étude menée par Timothy Keith en 2008 a confirmé la théorie de Lynn d'après laquelle les hommes se développent plus lentement, mais n'a pas pu reproduire les résultats que les hommes, après 16 ans, devraient avoir un facteur g plus élevé. Le chercheur principal, Timothy Keith suggère que des chercheurs passés, comme Lynn, avaient utilisé des données pour calculer le facteur g qui ne sont pas précises, car les théories les plus intelligentes définissent le facteur g comme une variable latente et non discernable,.
En 2007, Johnson et Bouchard (2007) ont mené 40 à 60 tests mentaux qui n'étaient pas construits pour éliminer l'influence des sexes et n'ont également constaté aucune différence entre les sexes vis-à-vis de l'intelligence générale. Une autre étude publiée dans le Journal of Psychoeductional Assessment n'a également constaté aucune différence entre les sexes dans le facteur g chez 744 anciens participants de 5 à 85 ans du Wide Range Intelligence Test. Une étude de 2009 publiée dans Archives of Clinical Neuropsychology n'a également constaté aucune différence entre les sexes concernant l'intelligence fluide, sauf eu égard au fait que les femmes ont 8 points d'avance sur l'écriture, et les hommes 4 points d'avance en mathématiques, chez les anciens participants de 22 à 90 ans dans un échantillon de 500 participants,.

### Études suggérant un facteurgplus élevé chez les individus de sexe masculin
Les tests d'intelligence ont été créés de telle sorte qu'il ne devrait pas y avoir de différence entre les deux sexes en ce qui concerne le facteur g. Cependant le chercheur Richard Lynn a défendu l'idée que les hommes ont un cerveau plus grand que les femmes (proportionnellement à leur corps), avec peu ou pas de différences entre les sexes jusqu'à l'âge de 15 ou 16 ans, voire un léger avantage féminin, parce que les hommes ont une maturation plus lente ou une maturité plus tardive durant leur développement aussi bien physique que mental, donnant ensuite, dès la fin de l'adolescence et à l'âge adulte, des résultats quantitativement supérieurs. Une méta-analyse de Richard Lynn et Paul Irwing publiée en 2005 a trouvé que le QI moyen des hommes était supérieur à celui des femmes d'au plus 5 points sur le test des matrices progressives de Raven,. Les conclusions de Lynn ont été débattues dans une série d'articles pour Nature,. Douglas N. Jackson et J. Philippe Rushton ont trouvé que les hommes avaient, entre 17 et 18 ans, en moyenne 3,63 points de QI de plus que leurs homologues féminines sur le Scholastic Assessment Test. En 2012, Paul Irwing a trouvé une avance de 3 points de QI pour les hommes sur le facteur g, avec un panel américain âgé de 16 à 89 ans, en utilisant le test WAIS III ; le bénéfice moyen revenait aux hommes sur l'information, l'arithmétique et la recherche de symboles, les femmes avaient plutôt l'avantage pour la vitesse de réflexion. Une étude publiée en 2007 par Ian Deary, Paul Irwing, Geoff Der et Timothy Bates, utilisant le test ASVAB (utilisé pour le recrutement de l'armée américaine), a montré une variabilité beaucoup plus importante dans les scores des hommes, plaçant plus de deux fois plus d'hommes que de femmes dans les 2 % les meilleurs, mais aussi davantage de déficiences intellectuelles sérieuses dans la population masculine. L'étude a également révélé un très léger avantage moyen (avec une taille d'effet d'environ 0,07, soit moins de 7 % de l'écart type) des hommes en facteur g sur ce même test.
Une étude conduite par Richard Lynn au Soudan a trouvé pour les hommes âgés de 16 à 18 ans 5 points de plus sur les tests des matrices progressives de Raven.
Une autre étude du chercheur Jianghong Liu a également constaté des scores masculins supérieurs de 3 points sur le WISC (version pour enfants du WAIS III). Il a expliqué une meilleure performance masculine sur ces tests parce qu'ils se concentrent sur les capacités visuospatiales, dans lesquelles les hommes sont généralement meilleurs que les femmes.
Le psychologue et psychométricien Steve Blinkhorn a publié une critique dans la revue Nature contre Richard Lynn et Paul Irwing sur leur méta-analyse des différences entre les sexes, dans laquelle il a souligné leur défaillance avec l'exclusion d'une étude de l'intelligence au Mexique, qui représentait près de 45 % des données. Il a affirmé que si elle n'avait pas été exclue, aucune différence sur le sexe n'aurait été trouvée.
En 2019, David Arribas-Aguila et al. réexaminent la théorie du développement de Richard Lynn qui prédit, en fonction de la taille du cerveau, un avantage moyen des filles (ou des différences sexuelles nulles) en matière d'intelligence jusqu'à l'âge de 15 ou 16 ans, car celles-ci mûrissent plus tôt que les garçons, puis un avantage pour les hommes adultes d'environ 4 points de QI à partir de cette période. Selon Arribas-Aguila et al., les résultats rapportés par Lynn sont cohérents avec la théorie, mais les problèmes de mesure de base n'ont pas été résolus. Ils examinent dans une étude 10 335 individus (4 992 garçons et 5 343 filles) dans une tranche d'âge de 12 à 18 ans, selon des tests intitulés TEA Ability Battery (BAT-7). Les résultats observés sont en accord avec la théorie du développement : il existe des différences nulles entre les sexes à 12 ans, mais il y a une différence moyenne en faveur des garçons équivalente à 5 points de QI à 18 ans. Cependant, l'étude ne dit pas quelles en sont les causes, qui pourraient être socio-culturelles.

### Études suggérant un facteurgplus élevé chez les individus de sexe féminin
Une étude a trouvé un certain avantage pour les femmes âgées, tandis qu'une autre a montré que l'avantage des hommes sur certains tests cognitifs n'était pas si important voire s'inversait si l'on tenait compte des facteurs socio-économiques.
Certaines études ont conclu qu'il existe une variabilité plus importante des résultats masculins par rapport aux résultats féminins, ce qui entraîne un plus grand nombre d'hommes que de femmes au sommet et au bas de la distribution du QI,. Cela reste cependant sujet à controverse, et l'hypothèse de variabilité de Steven Spinker, tenant de la perspective de la psychologie évolutionniste, a inspiré les propos qualifiés de sexistes de Lawrence Summers en 2005. Ces propos ont généré un débat entre Steven Spinker et Elizabeth Spelke, qui réfute l'idée d'une différence cognitive car ses propres expériences n'ont révélé aucune différence des capacités mentales entre des enfants de sexes masculin et féminin pour un âge compris entre 5 mois et 7 ans.

## Performances cognitives spécifiques

### Capacités spatiales

Un homme jouant à un jeu vidéo au Japan Media Arts Festival. Les capacités spatiales peuvent être affectées par des expériences telles que les jeux vidéo, ce qui complique la recherche sur l'influence des sexes concernant les capacités spatiales.

Les méta-études montrent un avantage masculin en rotation mentale et dans l'évaluation de l'horizontalité et de la verticalité, et un avantage féminin en mémoire spatiale,. Une hypothèse proposée est que les capacités mentales des hommes et des femmes ont évolué différemment pour s'adapter à leurs différents rôles dans la société. Cette explication suggère que les hommes peuvent avoir évolué avec plus d'aptitudes spatiales à la suite de certains comportements, tels que la chasse. De même, cette hypothèse suggère que les femmes peuvent avoir évolué pour avoir consacré davantage de ressources mentales pour se souvenir de l'emplacement et d'autres caractéristiques, afin de recueillir de la nourriture.
Un certain nombre d'études ont montré que les femmes ont tendance à se baser davantage sur l'information visuelle que les hommes dans un certain nombre de tâches spatiales liées à l'orientation,
. Une autre hypothèse suggère que la « dépendance visuelle » accrue chez les femmes ne se généralise pas à tous les aspects du traitement spatial, mais est probablement attribuable à des différences tâches spécifiques dans la façon dont les cerveaux des hommes et des femmes traitent l'information spatiale multisensorielle.
Les résultats des études menées dans l'environnement physique ne sont pas concluants à propos des différences entre les sexes. Par exemple, des études ne montrent aucune différence pour trouver un chemin entre deux points. Une étude a révélé que les hommes étaient plus susceptibles de déclarer avoir un bon sens de l'orientation et sont plus confiants pour trouver leur chemin dans un nouvel environnement, mais l'étude ne déclare pas que les hommes ont de meilleures compétences en lecture de carte. Il a été remarqué que les femmes, le plus souvent, utilisent des repères pour décrire un itinéraire. En outre, une étude conclut que les femmes se rappellent où les objets sont situés dans un environnement physique. Les femmes possèdent une plus grande compétence au recours de repères distinctifs lors de la navigation, alors que les hommes comptent plutôt sur une carte mentale globale.
La rotation mentale est affectée par les attentes dues aux différences de sexe,
. Par exemple, les études montrent que le fait de dire avant le test que les hommes effectuent généralement mieux, ou que les tâches telles que l'ingénierie ou l'aviation sont en général associées à des hommes, par rapport aux emplois tels que la mode qui est typiquement associée aux femmes, aura une incidence négative sur la performance des femmes lors d'une rotation spatiale et influencera positivement lorsque les propos énoncés sont contraires,
,
,
. Des expériences comme jouer à des jeux vidéo augmentent également la capacité de rotation mentale d'une personne,
. Une étude de l'Université de Toronto a montré que les différences de capacité se réduisent après avoir joué à des jeux vidéo nécessitant une rotation mentale complexe. L'expérience a montré que jouer à ces jeux crée des gains plus importants en cognition spatiale chez les femmes que chez les hommes. Cependant, les participants masculins réalisent toujours des scores plus élevés que les participantes femmes avant, et après l'entraînement.
Les femmes adultes qui ont été exposées à des niveaux anormalement élevés d'androgènes dans l'utérus en raison de l'hyperplasie congénitale des surrénales ont des résultats nettement supérieurs aux tests de capacité spatiale,. Cependant, la relation est complexe,.

## Intelligence émotionnelle
L’intelligence émotionnelle (IE) est définie comme la capacité à percevoir, comprendre, réguler et utiliser les émotions pour guider la pensée et les actions. Elle joue un rôle essentiel dans les interactions sociales et la gestion des émotions personnelles. Les recherches montrent qu’il existe des différences notables entre les hommes et les femmes en termes d’intelligence émotionnelle, bien que ces différences soient influencées par des facteurs sociaux, culturels et biologiques.
Perception des émotions
La perception des émotions correspond à la capacité à identifier et interpréter des signaux émotionnels, tels que les expressions faciales ou le ton de la voix. Les études ont montré que :
Les femmes sont généralement plus aptes à percevoir des indices émotionnels subtils, ce qui leur permet de mieux comprendre les émotions des autres dans des contextes sociaux variés.

Compréhension des émotions
La compréhension des émotions implique la capacité de reconnaître les causes des émotions et d’anticiper leurs effets. Dans ce domaine :
Les femmes montrent une aptitude plus marquée à reconnaître les émotions complexes et à identifier les motivations sous-jacentes des comportements émotionnels (Halpern, 1997).

Régulation des émotions
La régulation des émotions correspond à la capacité de gérer ses propres émotions et celles des autres. Elle est essentielle pour maintenir des relations harmonieuses et gérer le stress. Les recherches indiquent que les femmes ont tendance à utiliser des stratégies comme la recherche de soutien social ou l’expression émotionnelle pour mieux gérer les situations stressantes.
Les hommes, en revanche, peuvent privilégier des mécanismes d’adaptation plus introvertis, tels que l’évitement émotionnel ou la minimisation de leurs émotions. Cela peut parfois entraîner des comportements à risque, notamment en cas de faible IE (Brackett et al., 2004).
Utilisation des émotions pour faciliter la pensée
Cette compétence reflète la capacité d’intégrer les émotions dans les processus cognitifs pour prendre des décisions ou résoudre des problèmes. Les observations incluent :
Les femmes utilisent souvent leurs émotions pour enrichir leur réflexion et anticiper les conséquences émotionnelles de leurs choix, ce qui est particulièrement utile dans les situations interpersonnelles complexes.
Les hommes ont tendance à privilégier des approches plus rationnelles, mais peuvent manquer d’intégration des aspects émotionnels dans leurs décisions (Halpern & LaMay, 2000).
Empathie et relations interpersonnelles
L’empathie, une composante clé de l’intelligence émotionnelle, est la capacité de comprendre et de partager les émotions d’autrui. Elle joue un rôle crucial dans la construction de relations positives :
Les femmes obtiennent généralement des scores plus élevés en empathie, notamment en raison de la socialisation qui valorise leur rôle dans le soutien émotionnel. Les hommes, bien que capables d’empathie, peuvent adopter des styles relationnels axés sur des solutions concrètes plutôt que sur la compréhension émotionnelle (Reilly et al., 2022).
Influence des stéréotypes et de la culture
Les différences d’IE entre les sexes sont souvent exacerbées par les stéréotypes et les attentes sociales. Par exemple :
Les femmes sont généralement encouragées à développer leurs compétences émotionnelles dans des contextes familiaux et sociaux.
Les hommes, en revanche, peuvent être socialisés à minimiser leurs émotions, ce qui peut limiter leur développement en intelligence émotionnelle.

## Résultats scolaires et professionnels

### Succès scolaire et résultats scolaires généraux
En 2014, une méta-analyse portant sur les différences entre les sexes dans les résultats scolaires publiés dans la revue Psychological Bulletin a trouvé que les femmes dépassent les hommes dans les résultats scolaires tout au long de leur cursus au Nouveau-Brunswick. Une autre étude de 2015 réalisée par les chercheurs Gijsbert Stoet et David C. Geary dans Intelligence a constaté que dans l'ensemble, l'éducation des filles est meilleure dans 70 pour cent des 47 à 75 pays qui ont participé au programme PISA. Stoet et Geary ont conclu que les différences de sexe dans les résultats scolaires ne sont pas liées de façon fiable à l'égalité des sexes.

### Mathématiques

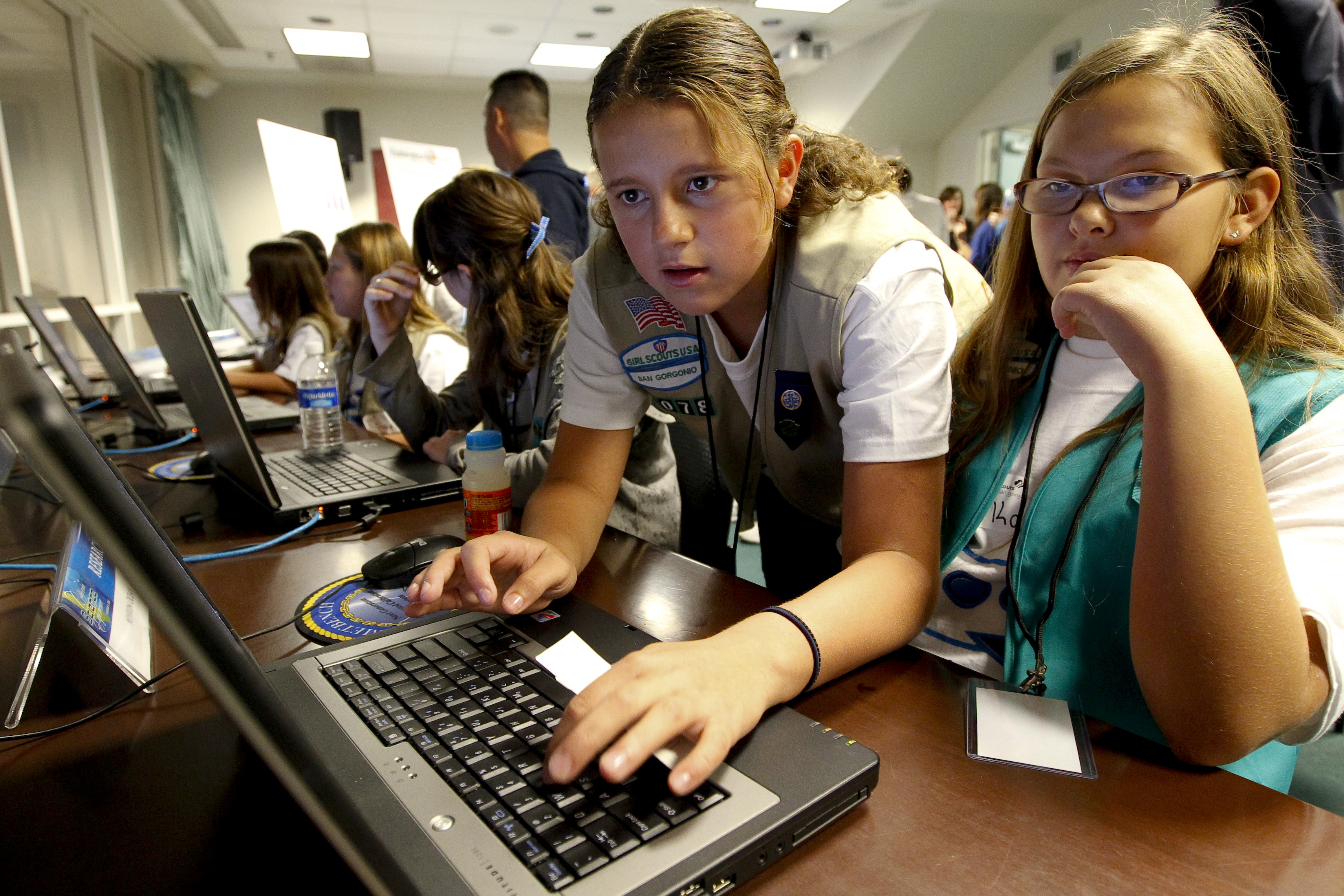
Des scouts girl participant à l'expérience scientifique USS de Californie à la Naval Surface Warfare. En 2008, la National Science Foundation a rapporté que, en moyenne, les filles réussissent aussi bien que les garçons sur les tests mathématiques.

De grandes études représentatives des étudiants américains montrent qu'il n'existe aucune différence de sexe en ce qui concerne la compréhension en mathématiques avant l'école secondaire. D'autre part, une différence de performance en mathématiques sur le SAT existe en faveur des garçons,.
Dans une étude de 2008 financée par la National Science Foundation aux États-Unis, les chercheurs ont constaté que « les filles réussissent aussi bien que les garçons sur les tests de mathématiques standardisés. Bien que, il y a 20 ans, les garçons du secondaire avaient de meilleurs résultats que les filles en mathématiques, la raison est simple : les filles suivaient moins de cours de mathématiques par rapport aux garçons, mais maintenant, ils en ont tout autant,. Une méta-analyse datant de 2011 avec 242 études de 1990 à 2007 avec 1 286 350 personnes, n'a trouvé aucune différence globale entre les sexes en performance en mathématiques. La méta-analyse a également révélé que bien qu'il n'y ait pas de différence globale, une petite différence favorisant les hommes dans la résolution de problèmes complexes est toujours présente durant l'école secondaire.
D'autre part, concernant l'intelligence visuo-spatiale de la géométrie, chez les enfants, une expérience de l'Université de Provence sur les résultats collectifs d'écoliers et écolières montre en 2017 qu'un exercice strictement identique de reproduction d'une figure assez complexe est en moyenne mieux résolu par les garçons lorsqu'il est présenté comme purement mathématique, mais par les filles lorsque c'est l'angle des arts plastiques et visuels qui est privilégié, ce qui, selon l'interprétation des chercheurs, va plutôt dans le sens d'influences socio-culturelles tout à fait artificielles et absurdes, qui induisent, dès la socialisation primaire et ensuite, des différences acquises. Autrement dit, la simple évocation de la géométrie ou des mathématiques constitue dès l'enfance un obstacle psychologique intériorisé pour de nombreuses filles, au point qu'en dépit de leur potentiel naturel véritable, elles perdent ces moyens devant les épreuves mathématiques et présentées comme telles. C'est une perturbation des résultats des tests sur les stéréotypes par ces derniers qui est aussi mise en évidence par une étude américaine un peu plus ancienne. Dans celle-ci, en moyenne, les filles réussissaient moins bien aux tests de mathématiques dans les groupes où il avait été prétendu que les résultats d'un précédent test, fictif, auraient déjà établi leur performance inférieure.

## Principales théories expliquant les différences observées

### Caractéristiques physiologiques du cerveau
La théorie du développement des différences sexuelles dans l'intelligence (DT-SDI) énoncée par Richard Lynn en 1994 puis mise à jour en 2017, sur la base des volumes cérébraux moyens plus élevés des hommes et de la maturation prématurée chez les femmes, prédit un avantage intellectuel pour les femmes (ou des différences sexuelles nulles) au début de l'adolescence, mais un avantage pour les hommes à la fin de l'adolescence. Étant donné que les différences individuelles de volume cérébral sont en corrélation avec les différences d'intelligence, les hommes adultes devraient afficher en moyenne des scores d'intelligence plus élevés.
Les différences dans la physiologie du cerveau entre les sexes ne se rapportent pas nécessairement à des différences d'intellect. Haier et al. ont trouvé dans une étude de 2004 qu' « hommes et femmes ont apparemment obtenu des résultats de QI similaires avec différentes régions du cerveau, ce qui suggère qu'il n'y a pas de structure neuroanatomique sous-jacente à l'intelligence générale [...]. Pour les hommes, le volume de substance grise dans les lobes frontaux et pariétaux du cerveau est en corrélation avec le QI ; pour les femmes, le volume de matière grise dans le lobe frontal et l'aire de Broca (qui est utilisée dans le traitement du langage) est en corrélation avec le QI ».
Bien que les hommes aient des cerveaux de plus grande taille, ce qui est en partie expliqué par leurs plus grands organismes, les femmes ont une plus grande épaisseur corticale, le cortex cérébral et la surface cérébrale qui compense la petite taille du cerveau. La méta-analyse et les études ont montré que la taille du cerveau explique seulement 6-12 % de la variance de l'intelligence individuelle tandis que l'épaisseur cérébrale en explique 5 %,.
Une étude publiée en 2012 dans Intelligence par les chercheurs Miguel Burgaleta et Richard Haier conclut en une incapacité à étayer les revendications selon lesquelles la plus grande taille du cerveau des hommes expliquerait que le facteur g soit plus élevé que pour les femmes. Il est cependant lié aux capacités visuospatiales. L'étude n'a également constaté aucune différence entre les sexes dans le facteur g parmi les 100 participants.
En revanche une étude de 2017 utilisant les données d'IRM et de tests cognitifs du projet Human Connectome a examiné les différences sexuelles dans l'intelligence générale (g) et les caractéristiques du « cerveau molaire » (molar brain). Le volume total du cerveau, la surface corticale et la matière blanche et grise étaient corrélés de 0,1 à 0,3 avec g pour les deux sexes, tandis que l'épaisseur corticale et le rapport matière grise/blanche montraient des associations moins cohérentes avec g. Les hommes ont affiché des scores plus élevés sur la plupart des caractéristiques cérébrales, même après correction de la taille corporelle, et ont également obtenu environ un quart d'un écart-type plus élevé sur g. La sélection d'un échantillon d'hommes et de femmes appariés sur g suggère en outre que des cerveaux plus gros, en moyenne, conduisent à un g plus élevé, alors que des niveaux similaires de g n'impliquent pas nécessairement des tailles de cerveau égales.
Bien que la recherche ait montré que les hommes et les femmes excellent dans des domaines différents, les mathématiques et la science peuvent être une exception.

### Menace du stéréotype
Il a été démontré que la menace du stéréotype affecte les performances et la confiance en mathématiques pour les hommes comme pour les femmes,. Dans une autre expérience conduite sur 80 étudiants de l'Université Cornell, les participants ont appris à réaliser une nouvelle tâche soit dans des conditions avantageant le genre masculin soit dans des conditions neutres. Dans les conditions privilégiant le genre masculin, on disait aux participants : « les hommes sont généralement meilleurs sur ces tests ». Bien que les résultats étaient identiques pour les deux groupes, les femmes qui faisaient partie du groupe privilégiant les hommes sous-évaluaient largement leurs compétences par rapport au groupe neutre, et disaient même être moins intéressées par les tâches associées.
Les femmes en condition de menace du stéréotype avaient des difficultés à encoder des informations mathématiques relatives à la mémoire, et par conséquent à apprendre des règles mathématiques. La menace du stéréotype réduit les capacités des femmes, mais pas celles des hommes, à apprendre des règles mathématiques abstraites et à appliquer ces règles. Les chercheurs ont conclu que les stéréotypes négatifs sur les femmes en mathématiques réduisent leur niveau d'apprentissage, ce qui conduit alors à une performance moins efficace dans des domaines négativement stéréotypés.